# 螢雪次朗一座
螢雪次朗一座（ほたるゆきじろういちざ）は、かつて活動していたお笑いコンビ。

## 来歴
- 1984年に、ストリップ劇場で知り合ったルパン鈴木とコントグループ「螢雪次朗一座」を結成。1989年に解散。

## TV出演
- ザ・テレビ演芸（テレビ朝日／1985年）
- 冗談画報（フジテレビ／1988年1月20日放送）
- 花王名人劇場 (テレビ朝日)
- ニッポンお笑い最前線（NHK）
- OL博徒 (TBS) 第三話 1988年

## 映画出演
- ひぃ.ふぅ.みい (にっかつ)
- 痴漢通勤バス (にっかつ)
- コミック雑誌なんかいらない！(にっかつ)
- 愛しのハーフムーン (にっかつ)
- 木村家の人びと (日本ヘラルド)
- 危ない話 (ディレクターズカンパニー)

## 舞台出演
- 心斎橋筋2丁目劇場（1985年7月15日・7月16日／南海ホール）
- 第115回 花形演芸会（1988年10月21日／国立演芸場）

- 30年ぶりに帰ってきた！螢雪次朗一座　ルパン鈴木を偲んで（R15）（2020年3月、雑遊）

## 受賞歴
- 1985年 テレビ朝日 ザ・テレビ演芸 無制限勝ち抜きシリーズ 11週勝ち抜き
- 1987年 昭和62年度 NHK新人演芸コンクール 演芸部門 優秀賞
- 1988年 昭和63年度 NHK新人演芸コンクール 演芸部門 最優秀賞